# Ron Davis (basket-ball, 1954)
Pour les articles homonymes, voir Ron Davis et Davis.
Ne doit pas être confondu avec Ron Davis (basket-ball, 1959).
Ronald Howard "Ron" Davis, né le 1er mai 1954 à Phoenix en Arizona, est un ancien joueur américain de basket-ball ayant joué, successivement, aux Hawks d'Atlanta, aux Northern Knights d'Anchorage, puis aux Clippers de San Diego.

## Palmarès
- Champion CBA 1980
- MVP de la CBA 1980
- All-CBA First Team 1979, 1980
- All-CBA Second Team 1982
- Meilleur marqueur de la CBA 1979, 1980, 1982, 1983